# Брянка
Бря́нка (укр. Брянка) — город в номинально образованной Кадиевской городской общине Алчевского района Луганской области Украины, до 2020 года — город областного значения. С весны 2014 года находился под контролем управляемой из России марионеточной Луганской Народной Республики. В настоящее время под российской оккупацией.

## География
Город расположен в юго-восточной части Донецкого кряжа, на расстоянии 58 км от областного центра — города Луганск. Площадь города 63,54 км² или 2,3 % Луганской области. Протяженность с востока на запад составляет 9,7 км и с севера на юг 6 км. Посёлки удалены от города на расстояние от 3 до 20 км. Рельеф местности холмистый. По территории города протекает река Лозовая (правый приток Лугани, бассейн Северского Донца).
Соседние населённые пункты: города Стаханов (примыкает) на севере, Алмазная на северо-западе, посёлки Новый, Глубокий, Анновка, Ломоватка на западе, Южная Ломоватка, Червоный Прапор, село Оленовка на юго-западе, города Зоринск, Артёмовск на юге, Алчевск на юго-востоке, сёла Каменка, Петровка на востоке, посёлки Червоногвардейское, Яснодольск на северо-востоке.

### Природа
В городе Брянка в районе балки Старая Замковка находится скальный массив — естественное образование "Марьин утёс, с 2003 года объект природно-заповедного фонда — геологический памятник природы местного значения.

## История
В 1889 году была заложена угольная шахта «Брянка», вокруг которой возник шахтёрский посёлок Брянский Рудник — откуда и происходит последующее название города Брянка.
В 1896 году председатель правления и один из крупнейших акционеров компании «Брянский завод» В. Ф. Голубев образовал «Общество Брянских каменноугольных копей и рудников», которому Общество Брянского завода передало принадлежавшие ему шахты в области Войска Донского и в Екатеринославской губернии (взамен получило контрольный пакет акций).
В ноябре 1917 года в посёлке была установлена Советская власть.
В 1923 году в Брянке был организован первый спортивный клуб, в 1924 году — открыто горнопромышленное училище.
В ходе боевых действий Великой Отечественной войны и немецкой оккупации поселок пострадал, но в дальнейшем был восстановлен и в сентябре 1944 года вместе с городами Кадиевка (Стаханов), Кировск и другими населёнными пунктами вошёл в состав агломерации Кадиевского городского совета.
В 1959 году численность населения Брянского района Кадиевского городского совета составляла 45 121 человек.
30 декабря 1962 года Брянка получила статус города. При этом к нему были присоединены пгт Краснополье, Криворожье и Сабовка.
2 апреля 1965 года началось издание городской газеты «Труд горняка».
В 1969 году крупнейшими предприятиями города являлись завод бурового оборудования, рудоремонтный завод и завод железобетонных изделий, также в черте города действовали 10 угольных шахт.
В 1979 году здесь действовали: завод бурового оборудования, рудоремонтный завод, 8 каменноугольных шахт, 2 центральные обогатительные фабрики, комбинат бытового обслуживания, технолого-экономический техникум, три ПТУ, 19 общеобразовательных школ, музыкальная школа, 6 больниц и 6 иных лечебных учреждений, два Дворца культуры, 10 клубов, три кинотеатра, 15 киноустановок и 70 библиотек.
После провозглашения независимости Украины начатое строительство хлопкопрядильной фабрики было остановлено, а сентябре 1993 года Кабинет министров Украины принял решение о продаже объекта. Государственная поддержка угольной промышленности уменьшилась, большинство шахт города были закрыты. До 1995 года в городе Брянка существовало 12 угольных шахт, к 2006 году осталось 3 шахты.
В 1997 году находившиеся в городе ПТУ № 18 и ПТУ № 21 объединили в ПТУ № 18.
С весны 2014 года город де-факто контролируется самопровозглашённой Луганской Народной Республикой.
В 2019 году была закрыта последняя шахта «Вергелевская».

## Население
| 1969   | 1987    | 1988    | 2019    | 2021    |
| ------ | ------- | ------- | ------- | ------- |
| 86 100 | ↘65 000 | ↗66 000 | ↘45 100 | ↘44 987 |

В январе 1989 года численность населения составляла 64 816 человек, в 1991 году — 64,5 тыс. человек.
По состоянию на начало 2006 года численность населения составляла 51,2 тыс. человек, здесь действовали несколько угольных шахт, обогатительная фабрика и завод по ремонту горно-шахтного оборудования.
По состоянию на 1 января 2013 года численность населения составляла 47 512 человек.

## Экономика
Город исторически и экономически сложился как шахтёрский город.
Приоритетным направлением развития города на протяжении его существования была угольная промышленность, состояние которой оказывало влияние на социально-экономическое положение.
Добыча каменного угля («Вергулёвская» — ГП «Луганскуголь»), «Ломоватская» — ГП «Первомайскуголь», «Краснопольевская» — закрыли, завод бурового оборудования.

### Транспорт
Через город проходит автомагистраль «Луганск—Северодонецк». В городе была развита сеть железных дорог: на территории города находится тупиковая станция Авдаково — ответвление линий Красный Лиман — Родаково (ж/д полотно ликвидировано), а также станция Ломоватка Донецкой железной дороги.
Городские автобусные маршруты:
- № 1 — Микрорайон «Молодёжный» — ст. Орловская (2 рейса через кв. Левтерова)
- № 2 — Микрорайон «Молодёжный» — площадь Ленина — Криворожье
- № 3 — Микрорайон «Молодёжный» — улица Островского (5 рейсов), п. Елено (2 рейса), Кафе «У Руслана» (4 рейса)
- № 7 — п. Краснополье — Кафе — улица Кузина
- № 7А — п. Краснополье — ул. Кузина
- № 8 — Микрорайон «Молодёжный» — Вергулевка
- № 12 — БИК-11 — Пенсионный фонд (будни)
- № 11 (17) — Микрорайон «Молодёжный» — Пенсионный фонд

## Образование
Колледж Луганского государственного университета им. Тараса Шевченко, 2 профессионально-технических училища, 15 школ, 1 гимназия, 1 детско-юношеская спортивная школа, 2 детские школы искусств.